# كيفن شيلنغتون
كيفن شيلنغتون (بالإنجليزية: Kevin Shillington)‏ هو مدرس ومؤرخ مستقل مقيم في لندن، إنجلترا، المملكة المتحدة.

## التعليم
تخرج في كلية ترينيتي، الواقعة في دبلن، أيرلندا، مع تخصص في التاريخ الحديث عام 1968. قام شيلنجتون بتدريب المعلمين بعد التخرج في جامعة زامبيا، الواقعة في لوساكا، زامبيا. وهو حاصل على ماجستير في الآداب ودكتوراه في الفلسفة في التاريخ الأفريقي من جامعة لندن.

## المسار المهني
درّس شيلنجتون التاريخ واللغة الإنجليزية في المدرسة الثانوية في زامبيا في أوائل السبعينيات. خلال أوائل الثمانينيات، قام بتدريب أساتذة التاريخ في جامعة بوتسوانا، التي يقع حرمها الرئيسي في غابورون، بوتسوانا. منذ منتصف الثمانينيات من القرن الماضي، كان مؤرخًا مستقلًا وكاتب سير ذاتية، وتخصص في الغالب في التاريخ الأفريقي.

## المؤلفات
تشمل كتاباته: 
- The Colonization of the Southern Tswana (1985)
- A Junior Certificate History for Zimbabwe (1986; co-author)
- History of Southern Africa (1987; 2nd edition; 2002)
- Jugnauth: Prime Minister of Mauritius (1991)
- An African Adventure: A Brief Life of Cecil Rhodes (1992)
- "History of Africa" (3rd revised edition, 2012)
- Ghana and the Rawlings Factor (1992)
- Causes and Consequences of Independence in Africa (1997)
- Sowing the Mustard Seed: The Struggle for Freedom and Democracy in Uganda (1997; co-editor)
- Encyclopedia of African History (2004; editor)
- Encarta Encyclopedia (contributor)
- "Luka Jantjie: Resistance Hero of the South African Frontier" (2011)
- "Albert Rene, the Father of Modern Seychelles. A Biography" (2014)

"History of Africa" (4th edition, 2019)